# Physcomitrium flexifolium
Physcomitrium flexifolium är en bladmossart som beskrevs av Mitten in Melliss 1875. Physcomitrium flexifolium ingår i släktet huvmossor, och familjen Funariaceae. Inga underarter finns listade i Catalogue of Life.